# Абдрахманов, Фица Джантемирович
Фица Джантемирович Абдрахманов (1817 — 1872) — российский генерал-майор, участник Кавказской войны.

## Биография
Сын офицера Джантемира Абдрахманова (ум. 1853), из кабардинских узденей 2-й степени (беслен-уорк) князей Атажукиных. 12 октября 1838 года вступил на службу оруженосцем в лейб-гвардии Кавказско-Горский полуэскадрон собственного Его Императорского Величества конвоя, 30 июля 1839 года произведён в юнкера (по другим данным 18 октября 1841). 4 сентября 1842 года произведён в офицерский чин корнета «с состоянием при Отдельном Кавказском корпусе» по кавалерии. 11 сентября 1846 года «за отличие при отражении вторжения Шамиля в Кабарду» произведён из поручиков в следующий чин штабс-капитана (по другим данным 11 ноября 1846). С 23 апреля 1847 года командовал Анапским Горским полуэскадроном. 21 октября 1852 года произведён в капитаны (со старшинством с 15 ноября 1851), 23 июня 1854 года в майоры. С 11 февраля 1856 года в чине подполковника исполнял обязанности пристава «бесленеевского народа закубанских армян», с 13 февраля 1857 года пристав закубанских ногайцев, с 12 июня 1859 года пристав Тохтамышевских (ногайских) аулов. 3 ноября 1859 года произведён в полковники. С 16 октября 1862 года Верхне-Лабинский пристав, позднее начальник Абадзехского округа. С 25 ноября 1865 года начальник Лабинского округа. В 1866 году исполнял обязанности председателя Лабинского окружного (горского) суда. 22 декабря 1867 года произведён в генерал-майоры.
Имел свой аул в Кабарде из 12 дворов на реке Малка. После отставки проживал в Большой Кабарде в ауле ротмистра Кизильбека Кармова и Урупском округе Кубанской области. Был женат. Жена Шуза (ум. 1889). Сын поручик Хаджибекир (1850—1883). Брат прапорщик милиции Бот (1831 — после 1886).

## Награды
- Орден Святой Анны 3-й степени с бантом (25 декабря 1848)
- Орден Святого Владимира 4-й степени с бантом (3 или 8 января 1852)
- Орден Святой Анны 2-й степени с мечами (28 июня 1858)
- Орден Святой Анны 2-й степени с императорской короной и мечами (16 января 1859)
- Золотая шпага с надписью «За храбрость» (4 мая 1863)
- Орден Святого Владимира 3-й степени с мечами (21 августа 1864)
- Орден Святого Станислава 1-й степени (8 сентября 1871)